# ジェームズ・フーストン
ジェームズ・フーストン（英: James Houston、1922年 - ）は、スコットランドの教育者。リージェント・カレッジの初代学長で、福音主義の霊性の神学のパイオニアである。

## 経歴
1922年、スコットランドのエディンバラに宣教師の子として生まれた。1944年、地理学専攻でエディンバラ大学を卒業した。1949年オックスフォード大学で地理学の博士号を取得した。この時に、J・I・パッカーと友人になる。
その後、オックスフォード大学の教授になる。そして、カトリック、東方教会、イングランド国教会の霊的指導者やC・S・ルイスと交流して、霊的に大きな影響を受けた。
1970年、カナダのバンクーバーにリージェント・カレッジを創設して、初代学長になる。

## 著書
- 「神との友情」、いのちのことば社
- 松本曜「心の渇望」、いのちのことば社